# 腺梗豨莶
腺梗豨莶（学名：Siegesbeckia pubescens）为菊科豨莶属的植物。分布在中国大陆的河北、陕西、贵州、西藏、四川、山西、吉林、浙江、河南、江西、湖北、江苏、辽宁、云南、甘肃等地，生长于海拔160米至3,400米的地区，常生长在槽潮湿地、山谷林缘、河谷、溪边、灌丛林下的草坪中、山坡、旷野或耕地边，目前尚未由人工引种栽培。

## 别名
毛豨莶（东北植物检索表）、棉苍狼（江苏）、珠草（福建）

## 异名
- Sigesbeckia pubescens (Makino) Makino f. eglandulosa Ling et Huang

## 外部連結
- 豨薟草 Xixiancao （页面存档备份，存于） 中藥材圖像數據庫 (香港浸會大學中醫藥學院)